# Caputxí de Perijá
El caputxí de Perijá (Cebus leucocephalus) és una espècie de primat de la família dels cèbids. Viu al nord de Colòmbia i el nord-oest de Veneçuela. Malgrat que no se sap gaire cosa sobre la seva ecologia, se suposa que el seu hàbitat natural són els boscos tropicals humits de plana. És una espècie vulnerable a causa dels efectes de la desforestació, la persecució per agricultors i la caça de subsistència. El seu nom específic, leucocephalus, significa ‘capblanc’ en llatí.